# 元朗工業邨巴士總站
元朗工業邨巴士總站（英語：Yuen Long Industrial Estate Bus Terminus）是一個設於香港元朗區元朗工業邨福宏街及宏利街交界的巴士總站。現時有一條巴士線以此為總站。

## 總站路線資料

### 港鐵巴士K68綫
- 元朗工業邨 ↺ 元朗公園

提供元朗工業邨往來元朗公園的巴士服務，於2004年1月18日起配合656分拆為兩條路線（K66及此綫）投入服務。